# 桐木坪侗族乡
桐木坪侗族乡是中华人民共和国贵州省铜仁市碧江区下辖的一个民族乡。

## 行政区划
桐木坪侗族乡下辖以下村级行政区划单位：
桐木坪村、卜口村和棉花坪村。